# Autoroute A501
L'autoroute A501 è un raccordo autostradale che unisce l'A50 con l'A52 attraverso la periferia occidentale di Aubagne.